# Gewest Groningen (KNSB)
Het Gewest Groningen is een van de acht gewesten van de Koninklijke Nederlandsche Schaatsenrijders Bond. Het gewest bestaat uit ijsverenigingen, hardrijdersverenigingen, toerorganisaties en een kunstrijvereniging. De kunstijsbaan van Sportcentrum Kardinge in Groningen is, behalve in natuurijsperiodes, het middelpunt voor alle schaatsactiviteiten in het gewest.
Al sinds de jaren 70 organiseert het gewest elk jaar de Gruno Bokaal.